# Aicsi D3A

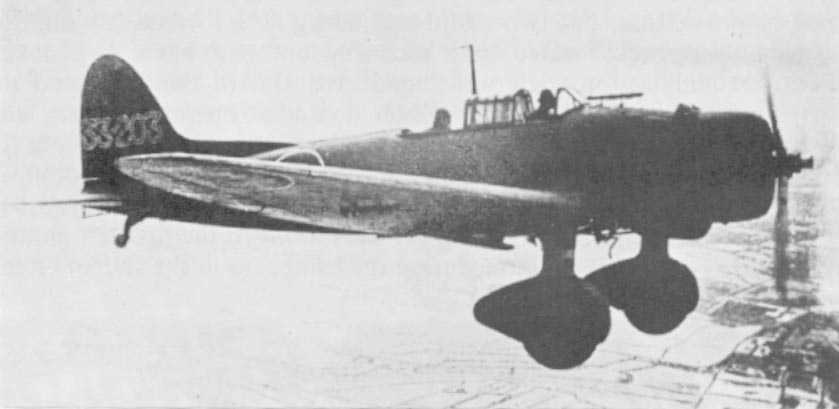
Aicsi D3A1

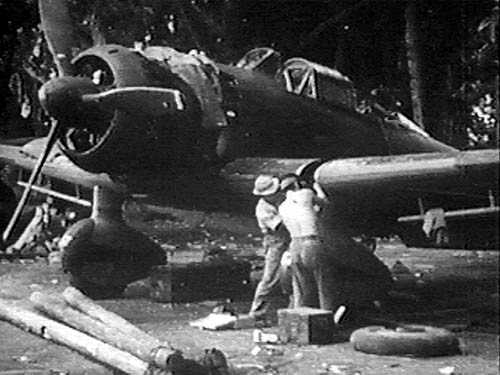
D3A2 karbantartás közben

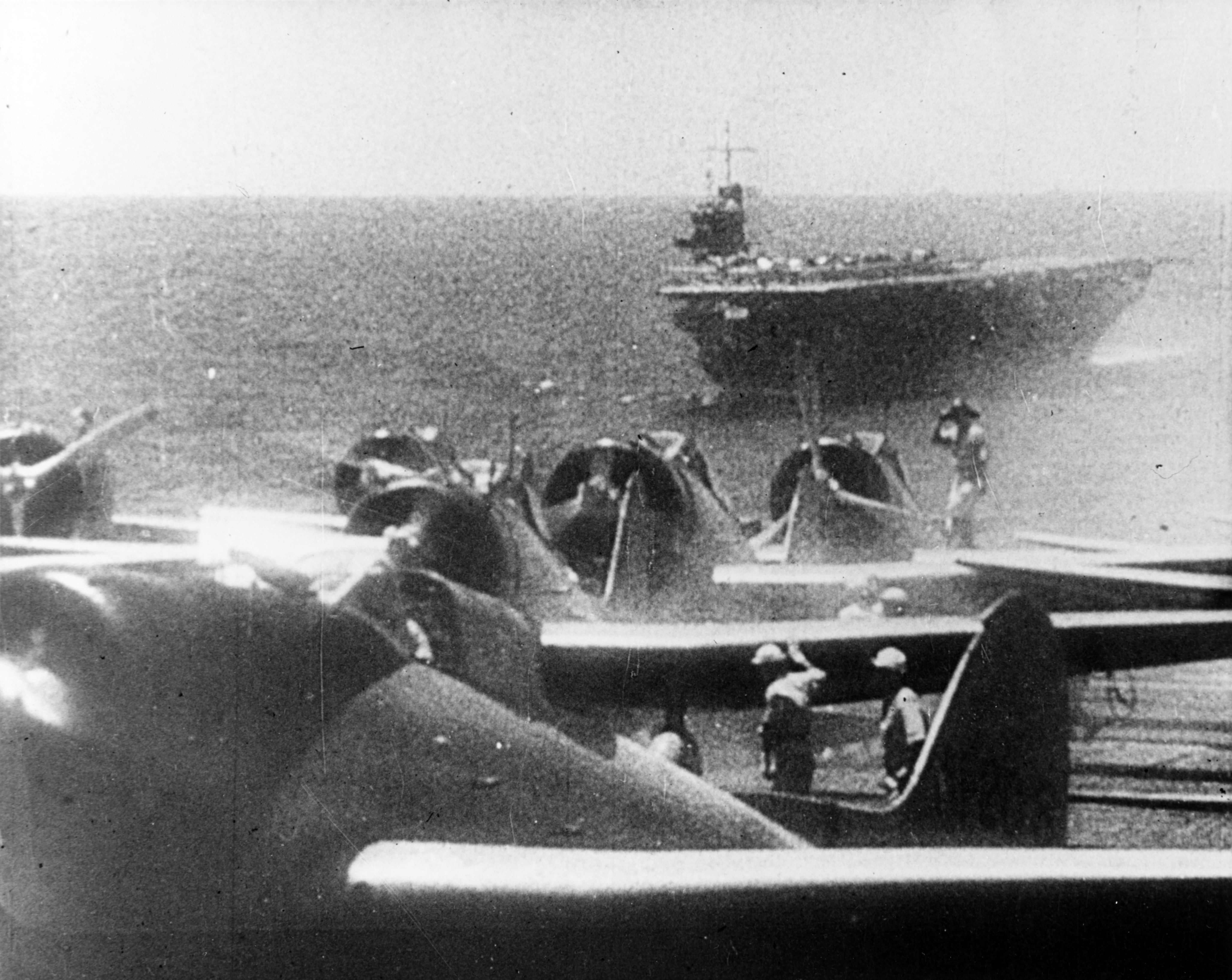
A japán haditengerészet D3A1 99 típusú gépeit felszálláshoz készítik elő 1941. december 7-én a Pearl Harbor elleni japán támadás előtt. Háttérben a Szórjú repülőgép-hordozó

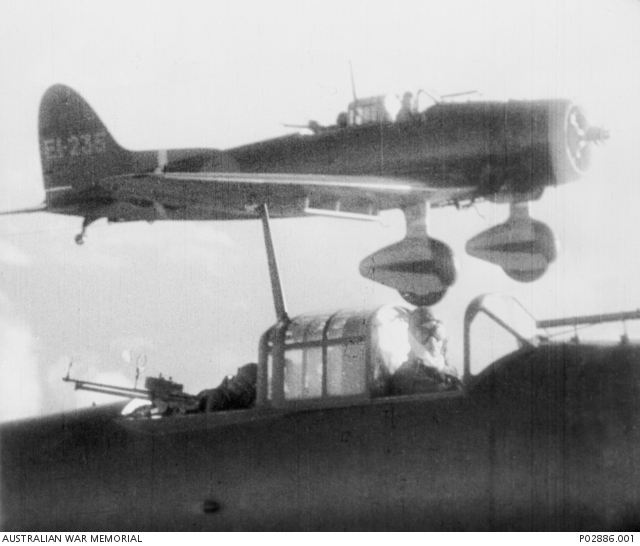
Aicsi D3A visszatérnek a Sókaku repülőgép-hordozóra az Enterprise elleni támadás után a Salamon-szigeteknél zajló csata alatt 1942 augusztusában

Aicsi D3A1 vázlata

Az Aicsi D3A egy második világháborús repülőgép-hordozóról alkalmazott japán zuhanóbombázó, a szövetségeseknél kódneve Val volt. Ez a gép volt a császári japán flotta legfontosabb zuhanóbombázója, mely majdnem minden hadműveletében részt vett, beleértve a Pearl Harbor elleni támadást is. A D3A volt az első japán repülőgép, mely amerikai célpontokat támadott a második világháború idején, többek között Pearl Harbourt és a Fülöp-szigeteken lévő támaszpontokat, például a Clark légibázist. A háború folyamán a Val zuhanóbombázók több szövetséges hadihajót süllyesztettek el, mint a Tengely bármely más repülőgépe.

## Tervezés és fejlesztés
1936 közepén a japán haditengerészet a 11-Si kiírása egy monoplán repülőgép-hordozó bázisú zuhanóbombázó követelményjegyzékét adta ki az akkor rendszeresített Aicsi D1A kétfedelű zuhanóbombázó felváltása céljából. Az Aicsi, Nakadzsima és Mitsubishi adott be terveket és mind az Aicsit, mind a Nakadzsimát felkérték két-két prototípus megépítésére.
Az Aicsi terv alsószárnyas megoldást választott ellipszis alakú szárnnyal, melyet a Heinkel He 70 Blitz inspirált. A gép sebességét nem túlságosan nagyra tervezték, így az egyszerűség kedvéért merev futómű alkalmazása nem okozott túlságosan nagy ellenállást. A tervek szerint a repülőgépet egy 529 kW (710 LE) teljesítményű Nakadzsima Hikari 1 kilenchengeres csillagmotor hajtotta.
Az első prototípus 1937. december 10-re készítették el, majd egy hónappal később elkezdődtek a próbarepülések. Az első tapasztalatok lehangolóak voltak. A motor teljesítménye túlságosan kicsinek bizonyult, éles fordulóknál instabillá vált, még szűkebb fordulóknál orsózni kezdett. A tervezett 370 km/h sebesség mellett a zuhanófék erős rezgésbe kezdett és a flotta a zuhanósebességet 440 km/h értékre kívánta növelni.
A második prototípust jelentős változtatásokkal szállították le a felmerült problémák kiküszöbölése érdekében. A sebességet a 626 kW (840 LE) teljesítményű Mitsubishi Kinszei 3 típusú motor beépítésével fokozták, a függőleges vezérsík növelésével az iránytartást javították. A szárny fesztávolsága kissé megnőtt és a szárnyvégek felé a profil állásszögét csökkentették a dugóhúzóba esés veszélyének elkerülésére és megerősítették a zuhanófékeket. Ezek a változtatások az iránystabilitáson kívül minden korábbi hibát kiküszöböltek és elegendőnek bizonyultak, hogy a tendert a D3A1 nyerje meg a Nakadzsima D3N1-gyel szemben.

## Szolgálatban
1939 decemberében a flotta 99 mintájú flotta repülőgép-hordozó bombázó 11 modell néven megrendelte a gyártást A gyártásra került változat kissé kisebb szárnnyal, 746 kW (1000 LE) teljesítményű Kinszei 43 vagy 798 kW (1070 LE) teljesítményű Kinszei 44 motorral épült. Az iránytartást végül egy hosszú vezetőfelülettel oldották meg a függőleges vezérsík elé szerelve, ezzel a gép igen könnyen kormányozhatóvá vált.
A fegyverzete két előrefelé tüzelő mereven beépített 7,7 mm kaliberű 97 mintájú könnyű géppuska és egy mozgathatóan beépített védelmi géppuska a hátsó ülésről kezelő lövész számára. A szokásos bombaterhelés egyetlen 250 kg-os bombából állt a törzs alatt  egy bombatartó trapézre erősítve, mely bombázáskor a légcsavar alatt repült el. Két további 60 kg-os bombát lehetett a szárny alá a zuhanófékeken kívülre függeszteni.
A D3A1 a repülőgép-hordozó próbáit az Akagi és Kaga fedélzetén folytatta le 1940 folyamán, néhány gép pedig Kínában földi bázisról bevetve esett át a tűzkeresztségen. A Pearl Harbor elleni támadástól kezdve a D3A1 részt vett az összes nagyobb japán repülőgép-hordozó bevetésen a háború első 10 hónapjában. Első jelentős sikerüket a Royal Navy ellen 1942 április közepén az Indiai Óceánon könyvelték el. A Val bombázók találati aránya 80%-os volt két nehéz cirkáló és a Hermes repülőgép-hordozó ellen ebben a hadműveletben. A háború folyamán a Val zuhanóbombázókat a Nakadzsima B5N Kate torpedóvetőkkel párhuzamosan vetették be, így az ellenséges hadihajók gyakran a torpedók és bombák együttes találata folytán süllyedtek el. Nem számítva a Pearl Harbor elleni rajtaütést, ahol többféle repülőgéppel támadták a célpontokat, a Val zuhanóbombázók az alábbi szövetséges hajókat süllyesztették el:

### AzAicsi D3Agépek által elsüllyesztett szövetséges hadihajók; típus, ország, a veszteség időpontja, helye
- HMS Cornwall, brit nehézcirkáló, 1942. április 5. – Indiai-óceán
- HMS Dorsetshire, brit nehézcirkáló, 1942. április 5. – Indiai-óceán
- Hector, brit felfegyverzett kereskedelmi hajó, 1942. április 5. – Indiai-óceán
- HMS Tenedos, Brit romboló, 1942. április 5. – Indiai-óceán
- HMS Hermes, brit könnyű repülőgép-hordozó, 1942. április 9. – Indiai-óceán
- HMAS Vampire, ausztrál romboló, 1942. április 9. – Indiai-óceán
- USS Langley, amerikai repülőgép-anyahajó (a támadás után az US Navy süllyesztette el) 1942. február 27. – Csendes-óceán[12]
- USS Peary, amerikai romboló, 1942. február 19. – Ausztrália (Darwin)[13]
- USS Pope, amerikai romboló, 1942. március 1. – Csendes-óceán
- USS Lexington, amerikai repülőgép-hordozó, 1942. május 8. – Csendes-óceán
- USS Yorktown, amerikai repülőgép-hordozó, 1942. június 7. – Csendes-óceán
- USS Hornet, amerikai repülőgép-hordozó, 1942. október 27. – Csendes-óceán
- USS De Haven, amerikai romboló, 1943. február 1. – Csendes-óceán
- USS Aaron Ward, amerikai romboló, 1943. április 7. – Csendes-óceán
- USS Brownson, amerikai romboló, 194.3 december 26. – Csendes-óceán[14]
- USS Sims, amerikai romboló, 1942. május 7. – Csendes-óceán
- USS Benham, amerikai romboló, 1942. november 15. – Csendes-óceán
- USS Abner Read, amerikai romboló, 1944. november 1. – Csendes-óceán[15]
- USS Ommaney Bay, amerikai repülőgép-hordozó, 1945. január 4. – Fülöp-szigetek (Panay)
- USS Bismarck Sea, amerikai repülőgép-hordozó, 1945. február 21. – Japán (Iwo Jima)
- USS Emmons, amerikai romboló, 1945. április 6. – Japán (Okinawa)

A háború előrehaladásával néhány alkalommal a zuhanóbombázók vadászgép feladatok ellátására is kényszerültek, mivel fordulékonyságuk elegendő volt ahhoz, hogy túléljék ezt a szerepkört. 1942 júniusában a D3A  továbbfejlesztett változatát már egy 969 kW (1300 LE) teljesítményű Kinsei 54 motor hajtotta, melyet Model 12 néven próbáltak ki. A megnövekedett teljesítmény korlátozta a hatótávot, ezért a típust ismét átalakították pót üzemanyag-tartályok hordozására. Ezzel lehetővé vált a gépek bevetése a Salamon-szigetek felett. A Model 22 hamarosan felváltotta ezeket, a Model 11-eseket 1942 őszétől kezdve fokozatosan kivonták a frontszolgálatból és gyakorló egységekhez irányították.
Amikor az új Jokoszuka D4Y megjelent, a D3A2 gépeket szárazföldi bázisokra helyezték át vagy kisebb repülőgép-hordozókra irányították, amelyek túlságosan rövidek voltak a nagyobb sebességgel leszálló Szuszei gépek számára. Amikor az amerikaiak ismét elfoglalták a Fülöp-szigeteket 1944-ben földi repülőterekről felszálló D3A2 zuhanóbombázók is részt vettek a harcokban, de addigra már reménytelenül elavultak, és nagy veszteségeket szenvedtek. A háború utolsó évében több D3A2 kamikaze bevetésben vett részt.

## Műszaki adatok (D3A1)

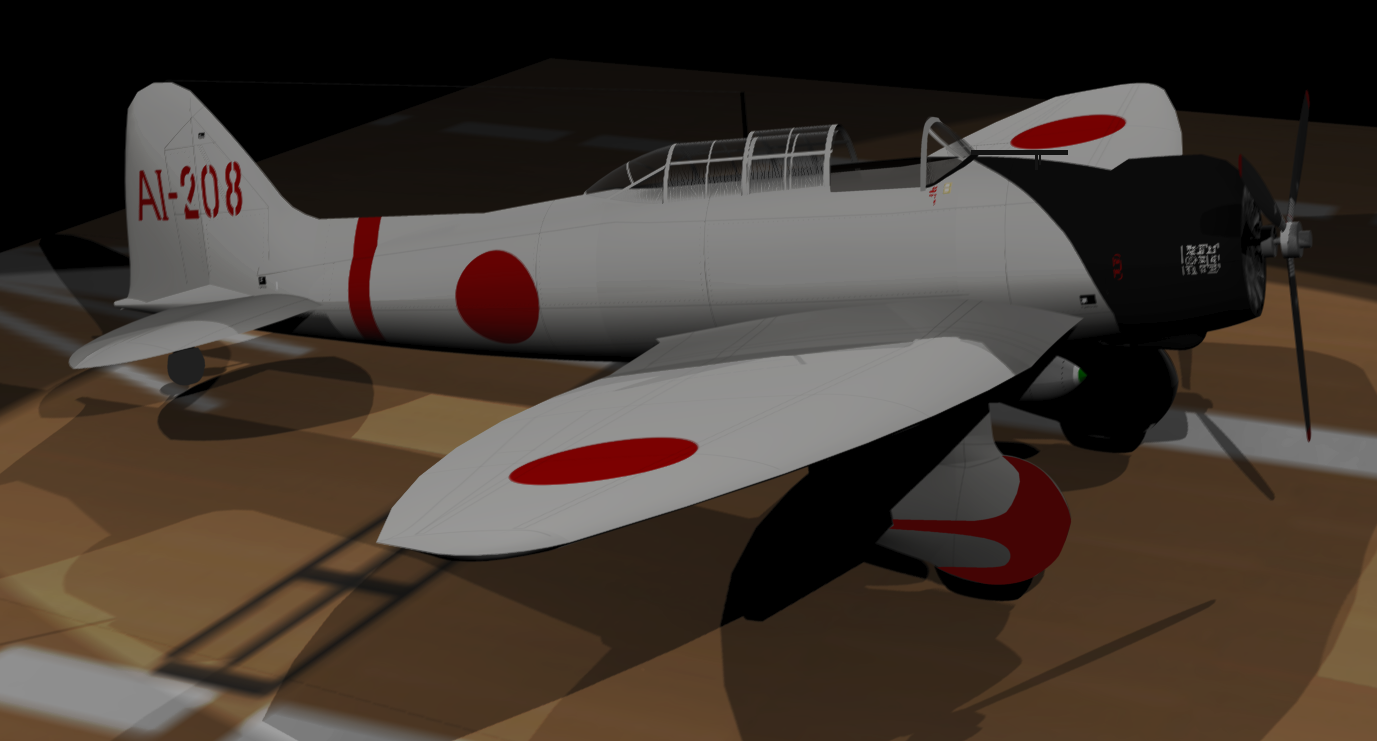
D3A2 98 típusú bombával

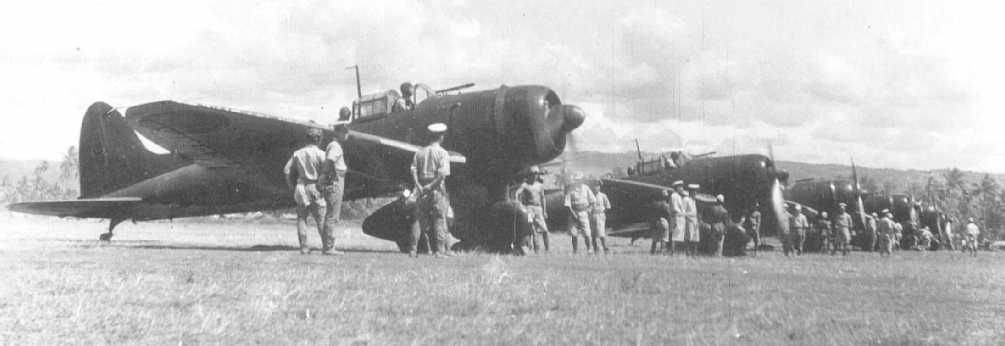
Aichi D3A2 with távcsöves irányzékkal felszállás előtt

- Személyzet: 2 fő (pilóta és lövész)

### Méretek
- Hossz: 10,2 m
- Fesztáv: 14,37 m
- Magasság: 3,85 m
- Szárnyfelület: 34,9 m²

### Tömeg
- Üres tömeg: 2408 kg
- Legnagyobb felszálló tömeg: 3650 kg

### Hajtómű
- Típus: Mitsubishi Kinszei 44 csillagmotor
- Teljesítmény: 798 kW (1070 LE)

### Repülési teljesítmények
- Legnagyobb sebesség: 389 km/h
- Hatótáv: 1472 km
- Csúcsmagasság: 9300 m

### Fegyverzet
- 2 × merev, előre irányzott 7,7 mm 97 mintájú géppuska
- 1 × mozgatható, hátrafelé lövő 7,7 mm 92 mintájú géppuska
- 1 × 250 kg vagy 2 × 60 kg bomba

## Műszaki adatok (D3A2)[18]
- Személyzet: 2 fő (pilóta és lövész)

### Méretek
- Hossz: 10,2 m
- Fesztáv: 14,37
- Magasság: 3,8 m
- Szárnyfelület: 34.9 m²

### Tömeg
- Üres tömeg: 2570 kg
- Legnagyobb felszálló tömeg: 4122 kg

### Hajtómű
- Típusa: Micubisi Kinszei 54
- Teljesítmény: 969 kW (1300 LE)

### Repülési teljesítmények
- Legnagyobb sebesség: 430 km/h
- Hatótáv: 1352 km
- Csúcsmagasság: 10 500 m
- Emelkedési sebesség: 8,62 m/s

### Fegyverzet
- 2 × mereven beépített előrenéző, 7,7 mm 97 mintájú géppuska
- 1 × mozgatható hátrafelé irányuló 7,7 mm 92 mintájú géppuska
- 1 × 250 kg vagy 2 × 60 kg bomba